# Clinton (New Jersey)
Clinton – miasto w Stanach Zjednoczonych, w stanie New Jersey, w hrabstwie Hunterdon.